# Begonia jenmanii
Espèce
Begonia jenmanii est une espèce de plantes de la famille des Begoniaceae.
L'espèce fait partie de la section Pilderia.
Elle a été décrite en 1940 par Thomas Gaskell Tutin (1908-1987).

## Répartition géographique
Cette espèce est originaire de Guyana.